# سید مجتبی حسینی شیرازی
سید مجتبی حسینی شیرازی (زادهٔ ۱۳۶۲ قمری در کربلا) فرزند سید مهدی حسینی شیرازی یکی از مجتهدین شیعه است. وی برادر سید محمد حسینی شیرازی و سید صادق حسینی شیرازی و از خانوادهٔ حسینی شیرازی است. او در نجف، قم و مشهد تحصیل کرده است. سید مجتبی شیرازی اکنون در انگلستان زندگی می‌کند.

## مواضع و انتقادات تند
وی خلاف برادرانش مخصوصا سید محمد شیرازی در مخالفت با مذهب تسنن و مراجع شیعی دارای اندیشه تقریب بین المذاهب اسلامی مواضع تند و انتقادات شدیدی دارد.
وی علناً خلفای اهل سنت را لعن می‌کند.
وی در افکاران باطل خود به حدی پیش رفته است که محمد تقی  بهجت را کافر میخواند و به همراه داماد خود موضع تندی بر علیه جمهوری اسلامی و محمد تقی بهجت دارند.

## استادان
- سید محمد حسینی شیرازی (برادرش)
- سید ابوالقاسم خویی
- سید روح‌الله خمینی

## تالیفات
او کتاب‌های را به زبان عربی نوشت. برخی از آثار او به فارسی و انگلیسی ترجمه شد.
| - اجتماعیات الاسلام - فلسفة تعدد زوجات الرسول - هذا رسول‌الله - حضاره بریئه - امام امیرالمؤمنین فی سطور - الوحده الاسلامیه الکبری تأمین للوحده العربیه - ثقةالاسلام الکلینی - الشریف المرتضی علم الهدی - الشریف الرضی |  | - الشیخ المفید - الشیخ الصدوق - الشیخ الطوسی - مجموعه فی الفقه - مجموعه فی الاصول - مجموعه فی الرجال - دیوان شعر - نقاط مضیئه عن رجل وضاء |